# Innocence Is No Excuse
Albums de Saxon
Crusader
(1984) Rock the Nations
(1986)
Innocence Is No Excuse est le septième album studio du groupe de heavy metal anglais Saxon. Il est sorti le 2 septembre 1985 et a été produit par Simon Hanhart. L'édition CD sortie chez Axe Killer en 2000 est dotée de deux titres supplémentaires parus en 1984 sur l'album Crusader : Just Let Me Rock et Do It All for You.
Cet album est un tournant dans la carrière du groupe, montrant une production et un son différent des productions précédentes, une modernité pour relancer la machine anglo-saxonne ayant montrée une baisse de forme dans ses deux derniers albums.

## Titres
1. Rockin' Again (Byford/Dawson/Oliver) [5:14]
2. Call of the Wild (Byford/Dawson/Glockler/Oliver/Quinn) [4:04]
3. Back on the Streets (Byford/Dawson/Glockler/Oliver/Quinn) [4:00]
4. Devil Rides Out (Byford/Dawson) [4:23]
5. Rock 'n' Roll Gypsy (Byford/Dawson) [4:15]
6. Broken Heroes (Byford/Dawson) [5:28]
7. Gonna Shout (Byford/Dawson/Glockler/Oliver/Quinn) [3:59]
8. Everybody Up (Byford/Dawson) [3:28]
9. Raise Some Hell" (Byford/Dawson) [3:41]
10. Give It Everything You've Got (Byford/Quinn/Oliver/Dawson/Glockler) [3:28]

## Composition du groupe
- Paul Quinn, guitare
- Nigel Glockler, batterie
- Steve Dawson, basse
- Biff Byford, chant
- Graham Oliver, guitare

## Crédits
- Enregistré et produit par Simon Hanhart, assisté de Keith Nixon, aux Union Studios à Munich
- Mixé par Simon Hanhart et Saxon aux Wisseloord Studios (Hilversum, Pays-Bas)
- Pochette : Nigel Thomas (concept), Smith Studio (Design), Gered Mankowitz (photo)

## Pochette
Le titre de l'album est Innocence Is No Excuse (l'innocence n'est pas une excuse), la pochette montre Ève ayant croqué une pomme, ces deux choses désigneraient donc le péché originel.